# Ambloma
Ambloma là một chi bướm đêm thuộc họ Gelechiidae.